# Oldenlandia sipaneoides
Oldenlandia sipaneoides är en måreväxtart som beskrevs av Karl Moritz Schumann. Oldenlandia sipaneoides ingår i släktet Oldenlandia och familjen måreväxter. Inga underarter finns listade i Catalogue of Life.